# Референдумы в Швейцарии (1977)
Референдумы в Швейцарии проходили 13 марта, 12 июня, 25 сентября и 4 декабря 1977 года. В марте проходили референдумы по народным инициативам об иностранной инфильтрации, об ограничении натурализации и об изменении правил для референдумов, касающихся одобрения договоров (последнее предложение сопровождалось контр-предложением). Все три предложения были отклонены, встречное предложение по правилам для референдумов было одобрено. В июне прошли референдумы по изменению налога на продажи и прямого федерального налогообложения (отвергнут) и по гармонизации налогообложения (одобрен).
В сентябре проходили референдумы по народной инициативе о защите съёмщиков (предложение и встречное предложение оба были отклонены), о загрязнении воздуха автомобильным транспортом (отвергнут), о законе, разрешающим аборты в течение первого триместра беременности (отклонён), а также референдумы по правительственным предложениям поднять количество подписей, необходимых для факультативного референдума (одобрен) и для народной инициативы (также одобрен).
Декабрьские референдумы были по народной инициативе о налоге на имущество (отвергнут) и по федеральным законам по политическим правам (одобрен), о создании гражданской альтернативы военной службе (отклонён) и о сбалансировании федерального бюджета (одобрен).

## Результаты

### Март: Иностранная инфильтрация
| Выбор                                | Общее голосование | Общее голосование | Кантоны | Кантоны | Кантоны |
| Выбор                                | Голосов           | %                 | Полных  | Полу-   | Всего   |
| ------------------------------------ | ----------------- | ----------------- | ------- | ------- | ------- |
| За                                   | 495 904           | 29,5              | 0       | 0       | 0       |
| Против                               | 1 182 820         | 70,5              | 19      | 6       | 22      |
| Пустых бюллетеней                    | 29 949            | –                 | –       | –       | –       |
| Недействительных бюллетеней          | 2 382             | –                 | –       | –       | –       |
| Всего                                | 1 711 055         | 100               | 19      | 6       | 22      |
| Зарегистрированных избирателей/ Явка | 3 785 693         | 45,2              | –       | –       | –       |
| Источник: Nohlen & Stöver            |                   |                   |         |         |         |

### Март: Ограничение натурализации
| Выбор                                | Общее голосование | Общее голосование | Кантоны | Кантоны | Кантоны |
| Выбор                                | Голосов           | %                 | Полных  | Полу-   | Всего   |
| ------------------------------------ | ----------------- | ----------------- | ------- | ------- | ------- |
| За                                   | 568 867           | 33,8              | 0       | 0       | 0       |
| Против                               | 1 116 188         | 66,2              | 19      | 6       | 22      |
| Пустых бюллетеней                    | 24 673            | –                 | –       | –       | –       |
| Недействительных бюллетеней          | 2 245             | –                 | –       | –       | –       |
| Всего                                | 1 711 973         | 100               | 19      | 6       | 22      |
| Зарегистрированных избирателей/ Явка | 3 785 693         | 45,2              | –       | –       | –       |
| Источник: Nohlen & Stöver            |                   |                   |         |         |         |

### Март: Изменение правил референдумов по договорам
| Выбор                                | Гражданская инициатива | Гражданская инициатива | Гражданская инициатива | Гражданская инициатива | Гражданская инициатива | Встречная инициатива | Встречная инициатива | Встречная инициатива | Встречная инициатива | Встречная инициатива |
| Выбор                                | Общее голосование      | Общее голосование      | Кантоны                | Кантоны                | Кантоны                | Общее голосование    | Общее голосование    | Кантоны              | Кантоны              | Кантоны              |
| Выбор                                | Голосов                | %                      | Полных                 | Полу-                  | Всего                  | Голосов              | %                    | Полных               | Полу-                | Всего                |
| ------------------------------------ | ---------------------- | ---------------------- | ---------------------- | ---------------------- | ---------------------- | -------------------- | -------------------- | -------------------- | -------------------- | -------------------- |
| За                                   | 351 127                | 21,9                   | 0                      | 0                      | 0                      | 978 999              | 61,0                 | 18                   | 5                    | 20,5                 |
| Против                               | 1 158 376              | 72,2                   | 19                     | 6                      | 22                     | 502 825              | 31,3                 | 1                    | 1                    | 1,5                  |
| Без ответа                           | 94 944                 | 5,9                    | –                      | –                      | –                      | 122 623              | 7,6                  | –                    | –                    | –                    |
| Пустых бюллетеней                    | 69 935                 | –                      | –                      | –                      | –                      | 69 935               | –                    | –                    | –                    | –                    |
| Недействительных бюллетеней          | 27 519                 | –                      | –                      | –                      | –                      | 27 519               | –                    | –                    | –                    | –                    |
| Всего                                | 1 701 901              | 100                    | 19                     | 6                      | 22                     | 1 701 901            | 100                  | 19                   | 6                    | 22                   |
| Зарегистрированных избирателей/ Явка | 3 785 693              | 45,0                   | –                      | –                      | –                      | 3 785 693            | 45,0                 | –                    | –                    | –                    |
| Источник: Direct Democracy           |                        |                        |                        |                        |                        |                      |                      |                      |                      |                      |

### Июнь: Изменения налога на продажи и прямого федерального налога
| Выбор                                | Общее голосование | Общее голосование | Кантоны | Кантоны | Кантоны |
| Выбор                                | Голосов           | %                 | Полных  | Полу-   | Всего   |
| ------------------------------------ | ----------------- | ----------------- | ------- | ------- | ------- |
| За                                   | 760 830           | 40,5              | 1       | 0       | 1       |
| Против                               | 1 117 044         | 59,5              | 18      | 6       | 21      |
| Пустых бюллетеней                    | 18 616            | –                 | –       | –       | –       |
| Недействительных бюллетеней          | 1 778             | –                 | –       | –       | –       |
| Всего                                | 1 898 268         | 100               | 19      | 6       | 22      |
| Зарегистрированных избирателей/ Явка | 3 795 796         | 50,0              | –       | –       | –       |
| Источник: Nohlen & Stöver            |                   |                   |         |         |         |

### Июнь: Гармонизация налогообложения
| Выбор                                | Общее голосование | Общее голосование | Кантоны | Кантоны | Кантоны |
| Выбор                                | Голосов           | %                 | Полных  | Полу-   | Всего   |
| ------------------------------------ | ----------------- | ----------------- | ------- | ------- | ------- |
| За                                   | 1 133 652         | 61,3              | 16      | 3       | 17,5    |
| Против                               | 715 072           | 38,7              | 3       | 3       | 4,5     |
| Пустых бюллетеней                    | 43 906            | –                 | –       | –       | –       |
| Недействительных бюллетеней          | 2 025             | –                 | –       | –       | –       |
| Всего                                | 1 894 655         | 100               | 19      | 6       | 22      |
| Зарегистрированных избирателей/ Явка | 3 795 796         | 49,9              | –       | –       | –       |
| Источник: Nohlen & Stöver            |                   |                   |         |         |         |

### Сентябрь: Защита съёмщиков
| Выбор                                | Гражданская инициатива | Гражданская инициатива | Гражданская инициатива | Гражданская инициатива | Гражданская инициатива | Встречная инициатива | Встречная инициатива | Встречная инициатива | Встречная инициатива | Встречная инициатива |
| Выбор                                | Общее голосование      | Общее голосование      | Кантоны                | Кантоны                | Кантоны                | Общее голосование    | Общее голосование    | Кантоны              | Кантоны              | Кантоны              |
| Выбор                                | Голосов                | %                      | Полных                 | Полу-                  | Всего                  | Голосов              | %                    | Полных               | Полу-                | Всего                |
| ------------------------------------ | ---------------------- | ---------------------- | ---------------------- | ---------------------- | ---------------------- | -------------------- | -------------------- | -------------------- | -------------------- | -------------------- |
| За                                   | 796 825                | 42,2                   | 3                      | 1                      | 3,5                    | 777 604              | 41,2                 | 1                    | 2                    | 2                    |
| Против                               | 1 043 798              | 55,3                   | 16                     | 5                      | 18,5                   | 944 806              | 50,1                 | 18                   | 4                    | 20                   |
| Без ответа                           | 45 811                 | 2,4                    | –                      | –                      | –                      | 164 024              | 8,7                  | –                    | –                    | –                    |
| Пустых бюллетеней                    | 58 757                 | –                      | –                      | –                      | –                      | 58 757               | –                    | –                    | –                    | –                    |
| Недействительных бюллетеней          | 20 990                 | –                      | –                      | –                      | –                      | 20 990               | –                    | –                    | –                    | –                    |
| Всего                                | 1 966 181              | 100                    | 19                     | 6                      | 22                     | 1 966 181            | 100                  | 19                   | 6                    | 22                   |
| Зарегистрированных избирателей/ Явка | 3 811 426              | 51,6                   | –                      | –                      | –                      | 3 811 426            | 51,6                 | –                    | –                    | –                    |
| Источник: Direct Democracy           |                        |                        |                        |                        |                        |                      |                      |                      |                      |                      |

### Сентябрь: Загрязнение воздуха
| Выбор                                | Общее голосование | Общее голосование | Кантоны | Кантоны | Кантоны |
| Выбор                                | Голосов           | %                 | Полных  | Полу-   | Всего   |
| ------------------------------------ | ----------------- | ----------------- | ------- | ------- | ------- |
| За                                   | 740 842           | 39,0              | 1       | 1       | 1,5     |
| Против                               | 1 157 368         | 61,0              | 18      | 5       | 20,5    |
| Пустых бюллетеней                    | 68 519            | –                 | –       | –       | –       |
| Недействительных бюллетеней          | 2 772             | –                 | –       | –       | –       |
| Всего                                | 1 969 501         | 100               | 19      | 6       | 22      |
| Зарегистрированных избирателей/ Явка | 3 811 426         | 51,7              | –       | –       | –       |
| Источник: Nohlen & Stöver            |                   |                   |         |         |         |

### Сентябрь: Увеличение количества подписей для факультативного референдума
| Выбор                                | Общее голосование | Общее голосование | Кантоны | Кантоны | Кантоны |
| Выбор                                | Голосов           | %                 | Полных  | Полу-   | Всего   |
| ------------------------------------ | ----------------- | ----------------- | ------- | ------- | ------- |
| За                                   | 1 095 631         | 57,8              | 15      | 6       | 18      |
| Против                               | 798 416           | 42,2              | 4       | 0       | 4       |
| Пустых бюллетеней                    | 69 730            | –                 | –       | –       | –       |
| Недействительных бюллетеней          | 3 328             | –                 | –       | –       | –       |
| Всего                                | 1 967 555         | 100               | 19      | 6       | 22      |
| Зарегистрированных избирателей/ Явка | 3 811 426         | 51,6              | –       | –       | –       |
| Источник: Nohlen & Stöver            |                   |                   |         |         |         |

### Сентябрь: Увеличение количества подписей для народной инициативы
| Выбор                                | Общее голосование | Общее голосование | Кантоны | Кантоны | Кантоны |
| Выбор                                | Голосов           | %                 | Полных  | Полу-   | Всего   |
| ------------------------------------ | ----------------- | ----------------- | ------- | ------- | ------- |
| За                                   | 1 068 157         | 56,7              | 16      | 6       | 19      |
| Против                               | 815 488           | 43,3              | 3       | 0       | 3       |
| Пустых бюллетеней                    | 81 379            | –                 | –       | –       | –       |
| Недействительных бюллетеней          | 2 999             | –                 | –       | –       | –       |
| Всего                                | 1 968 023         | 100               | 19      | 6       | 22      |
| Зарегистрированных избирателей/ Явка | 3 811 426         | 51,6              | –       | –       | –       |
| Источник: Nohlen & Stöver            |                   |                   |         |         |         |

### Сентябрь: Разрешение абортов
| Выбор                                | Общее голосование | Общее голосование | Кантоны | Кантоны | Кантоны |
| Выбор                                | Голосов           | %                 | Полных  | Полу-   | Всего   |
| ------------------------------------ | ----------------- | ----------------- | ------- | ------- | ------- |
| За                                   | 929 325           | 48,3              | 6       | 2       | 7       |
| Против                               | 994 930           | 51,7              | 13      | 4       | 15      |
| Пустых бюллетеней                    | 51 680            | –                 | –       | –       | –       |
| Недействительных бюллетеней          | 3 228             | –                 | –       | –       | –       |
| Всего                                | 1 979 163         | 100               | 19      | 6       | 22      |
| Зарегистрированных избирателей/ Явка | 3 811 426         | 51,9              | –       | –       | –       |
| Источник: Nohlen & Stöver            |                   |                   |         |         |         |

### Декабрь: Налог на имущество
| Выбор                                | Общее голосование | Общее голосование | Кантоны | Кантоны | Кантоны |
| Выбор                                | Голосов           | %                 | Полных  | Полу-   | Всего   |
| ------------------------------------ | ----------------- | ----------------- | ------- | ------- | ------- |
| За                                   | 637 994           | 44,4              | 2       | 1       | 2,5     |
| Против                               | 800 138           | 55,6              | 17      | 5       | 19,5    |
| Пустых бюллетеней                    | 22 090            | –                 | –       | –       | –       |
| Недействительных бюллетеней          | 1 264             | –                 | –       | –       | –       |
| Всего                                | 1 461 486         | 100               | 19      | 6       | 22      |
| Зарегистрированных избирателей/ Явка | 3 816 824         | 38,3              | –       | –       | –       |
| Источник: Nohlen & Stöver            |                   |                   |         |         |         |

### Декабрь: Политические права
| Выбор                                | Голосов   | %    |
| ------------------------------------ | --------- | ---- |
| За                                   | 809 862   | 59,4 |
| Против                               | 552 962   | 40,6 |
| Пустых бюллетеней                    | 90 008    | –    |
| Недействительных бюллетеней          | 1 688     | –    |
| Всего                                | 1 454 520 | 100  |
| Зарегистрированных избирателей/ Явка | 3 816 824 | 38,1 |
| Источник: Nohlen & Stöver            |           |      |

### Декабрь: Гражданская альтернативная служба
| Выбор                                | Общее голосование | Общее голосование | Кантоны | Кантоны | Кантоны |
| Выбор                                | Голосов           | %                 | Полных  | Полу-   | Всего   |
| ------------------------------------ | ----------------- | ----------------- | ------- | ------- | ------- |
| За                                   | 533 733           | 37,6              | 0       | 0       | 0       |
| Против                               | 885 868           | 62,4              | 19      | 6       | 22      |
| Пустых бюллетеней                    | 40 069            | –                 | –       | –       | –       |
| Недействительных бюллетеней          | 1 503             | –                 | –       | –       | –       |
| Всего                                | 1 461 173         | 100               | 19      | 6       | 22      |
| Зарегистрированных избирателей/ Явка | 3 816 824         | 38,3              | –       | –       | –       |
| Источник: Nohlen & Stöver            |                   |                   |         |         |         |

### Декабрь: Сбалансирование федерального бюджета
| Выбор                                | Голосов   | %    |
| ------------------------------------ | --------- | ---- |
| За                                   | 869 266   | 62,4 |
| Против                               | 523 125   | 37,6 |
| Пустых бюллетеней                    | 62 749    | –    |
| Недействительных бюллетеней          | 1 526     | –    |
| Всего                                | 1 456 666 | 100  |
| Зарегистрированных избирателей/ Явка | 3 816 824 | 38,2 |
| Источник: Nohlen & Stöver            |           |      |